# Nero (série télévisée)
Pour les articles homonymes, voir Nero.
Production
Diffusion
Nero est une série télévisée française en huit épisodes créée par Jean-Patrick Benes, Allan Mauduit, Martin Douaire et Nicolas Digard, réalisée en 2024 par Allan Mauduit et Ludovic Colbeau-Justin d'après un scénario de Jean-Patrick Benes, Martin Douaire, Allan Mauduit, Nicolas Digard et Raphaëlle Richet.
Cette série d'aventures historique est une coproduction de Karé Productions et Bonne Nouvelle pour Netflix.

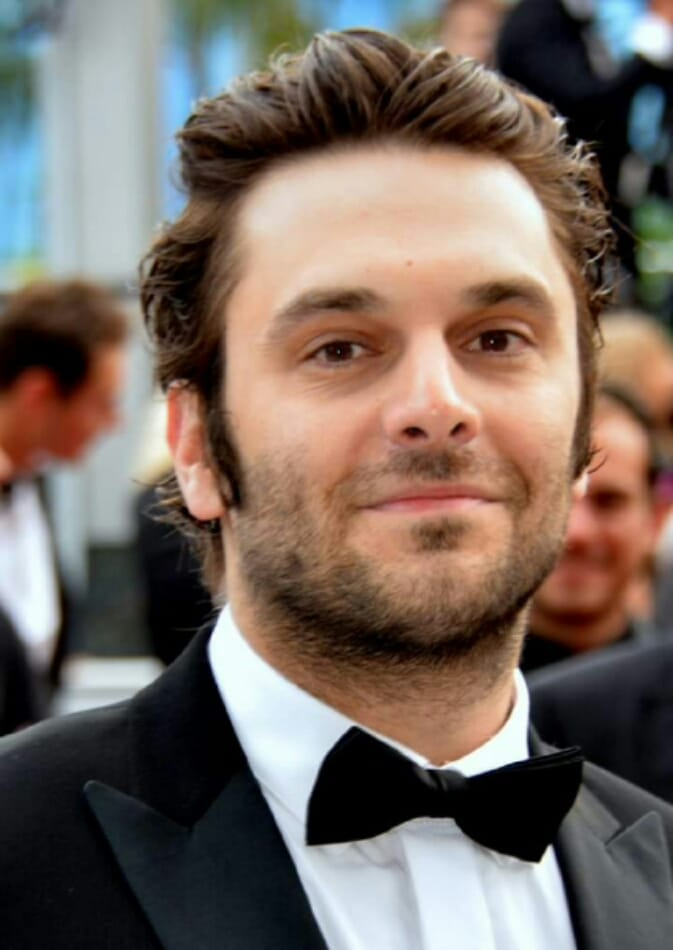
Pio Marmaï.

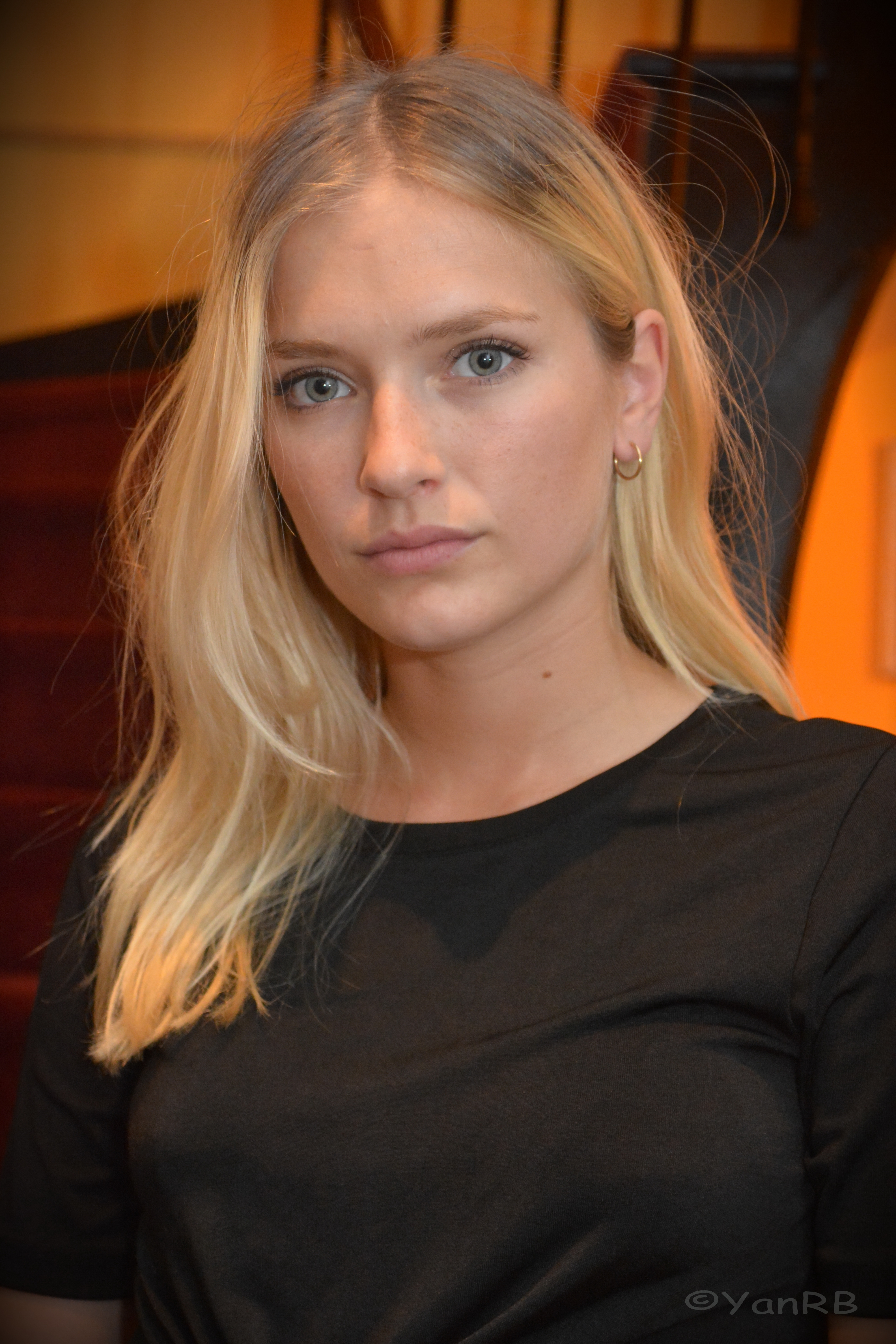
Camille Razat.

## Distribution
- Pio Marmaï : Nero
- Marcel Charlon : Tancrède
- Alice Isaaz :
- Olivier Gourmet : le prêtre
- Yann Gael :
- Lili-Rose Carlier Taboury
- Camille Razat :
- Louis-Do de Lencquesaing :
- Tom Leeb
- Sandra Parfait
- Quentin d'Hainaut

## Production

### Genèse et développement
Cette série d'aventures historique est une coproduction de Karé Productions et Bonne Nouvelle pour Netflix,,.
La série est créée et écrite par Jean-Patrick Benes, Allan Mauduit, Martin Douaire, Nicolas Digard et Raphaëlle Richet, et réalisée par Allan Mauduit (épisodes 1 à 4) et Ludovic Colbeau-Justin (épisodes 5 à 8).

### Tournage
Le tournage de la série a lieu du 1er mai 2024 à fin septembre 2024 à Vintimille en Italie, à Menton, Nice, Cannes et Perpignan dans le midi de la France, ainsi qu'à Barcelone et Valence en Espagne,,,.

### Fiche technique
Sauf indication contraire, les informations mentionnées dans cette section peuvent être confirmées par les bases de données cinématographiques  présentes dans la section « Liens externes ».
- Titre français : Nero
- Genre : série d'aventures historique[1]
- Production : Antoine Rein[4]
- Sociétés de production : Karé Productions et Bonne Nouvelle[1],[2]
- Société de diffusion : Netflix[1]
- Réalisation : Allan Mauduit (épisodes 1 à 4) et Ludovic Colbeau-Justin (épisodes 5 à 8)[1],[2]
- Scénario : Jean-Patrick Benes, Allan Mauduit, Martin Douaire et Nicolas Digard[1]
- Costumes : Pierre Canitrot
- Photographie : Romain Lacourbas
- Pays de production :  France
- Langue originale : français
- Format : couleur
- Nombre de saisons : 1
- Nombre d'épisodes[1] : 8
- Durée : 52 minutes[1]
- Date de première diffusion : 2025[5] (Date sujette à modification)